# NGC 3486
NGC 3486是一个位于小狮座的中间棒旋星系，距离地球2740万光年，为SAB(r)c类星系。它属于西佛星系，有一个活动星系核，但未检测到其发射的无线电波，可能星系内部黑洞质量较小，不到100万太阳质量。